# Homeriano
| Devoniano                                                                                           | Inferiore     | Lochkoviano | Più recente |
| Siluriano                                                                                           | Pridoliano    | -           | 422,7±1,6   |
| Siluriano                                                                                           | Ludloviano    | Ludfordiano | 425,0±1,5   |
| Siluriano                                                                                           | Ludloviano    | Gorstiano   | 426,7±1,5   |
| Siluriano                                                                                           | Wenlock       |             |             |
| Siluriano                                                                                           | Homeriano     | 430,6±1,3   |             |
| Siluriano                                                                                           | Sheinwoodiano | 432,9±1,2   |             |
| Siluriano                                                                                           | Llandovery    |             |             |
| Siluriano                                                                                           | Telychiano    | 438,6±0,1   |             |
| Siluriano                                                                                           | Aeroniano     | 440,5±1,0   |             |
| Siluriano                                                                                           | Rhuddaniano   | 443,1±0,9   |             |
| Ordoviciano                                                                                         | Superiore     | Hirnantiano | Più antico  |
| Suddivisione del sistema del Siluriano secondo la Commissione internazionale di stratigrafia (ICS). |               |             |             |

Nella scala dei tempi geologici, l'Homeriano rappresenta il secondo dei due stadi stratigrafici o età in cui è suddiviso il Wenlock, la seconda epoca del periodo Siluriano, che a sua volta è il terzo dei sei periodi in cui è suddivisa l'era del Paleozoico.
L'Homeriano è compreso tra 426,2 ± 2,4 e 422,9 ± 2,5 milioni di anni fa (Ma), preceduto dallo Sheinwoodiano e seguito dal Gorstiano.

## Etimologia
L'Homeriano deriva il suo nome dal villaggio di Homer, nello Shropshire, Inghilterra.

La denominazione fu proposta nel 1975 da un gruppo di geologi inglesi coordinati da M. Basset.

## Definizioni stratigrafiche e GSSP
La base dell'Homeriano è fissata in corrispondenza della prima comparsa negli orizzonti stratigrafici dei graptoliti della specie Cyrtograptus lundgreni.
Il limite superiore è vicino alla base della biozona graptolitica del Neodiversograptus nilssoni, poco al di sotto della biozona degli acritarchi della specie Leptobrachion longhopense. 

### GSSP
Il GSSP, il profilo stratigrafico di riferimento della Commissione Internazionale di Stratigrafia, è stato assegnato a una sezione del ruscello Sheinton Brook, a circa 500 metri a nord di Homer, nella parte superiore della sezione Apedale della Coalbrookdale Formation. 

## Suddivisioni
L'Homeriano contiene due biozone di conodonti e quattro biozone di graptoliti, anche se il limite superiore non concorda perfettamente con il limite superiore della biozona del Colonograptus ludensis.
Conodonti:
- Zona della Ozarkodina bohemica
- Zona della Ozarkodina sagitata sagittata

Graptoliti:
- Zona del Colonograptus ludensis
- Zona del Colonograptus deubeli/Colonograptus praedeubeli
- Zona del Pristograptus parvus/Gothograptus nassa
- Zona del Cyrtograptus lundgreni